# Europarlamentari 1984-1989
Listă alfabetică: Lista europarlamentarilor 1984-1989
- Europarlamentari pentru Belgia 1984-1989
- Europarlamentari pentru Danemarca 1984-1989
- Europarlamentari pentru Franța 1984-1989
- Europarlamentari pentru Grecia 1984-1989
- Europarlamentari pentru Germania 1984-1989
- Europarlamentari pentru Irlanda 1984-1989
- Europarlamentari pentru Italia 1984-1989
- Europarlamentari pentru Luxemburg 1984-1989
- Europarlamentari pentru Olanda 1984-1989
- Europarlamentari pentru Spania 1987-1989
- Europarlamentari pentru Portugalia 1987-1989
- Europarlamentari pentru Regatul Unit 1984-1989